# Vena

Les principals venes del cos humà

Una vena és un vas sanguini que, naixent de la unió dels capil·lars dels distints òrgans i teixits del cos, porta la sang cap al cor. Les venes augmenten el seu diàmetre a mesura que van recollint la sang dels vasos que hi conflueixen (com un riu). La majoria de les venes transporten la sang desoxigenada des dels teixits cap al cor, les excepcions són les venes pulmonars i les venes umbilicals.
Generalment, les venes es caracteritzen perquè contenen sang desoxigenada (que es reoxigena al seu pas pels pulmons), i perquè transporten diòxid de carboni i residus metabòlics procedents dels teixits, en direcció dels òrgans encarregats de la seva eliminació (els pulmons, els ronyons o el fetge). Tot i així, però, hi ha venes que contenen sang rica en oxigen: aquest és el cas de les venes pulmonars (dues esquerra i dues dreta), que porten sang oxigenada des dels pulmons fins a les cavitats de la part esquerra del cor, perquè aquest la bombi a la resta del cos a través de l'artèria aorta.
El cos humà té més venes que artèries i la seva localització exacta és molt més variable de persona a persona que el de les artèries. L'estructura de les venes és molt diferent a la de les artèries: la cavitat de les venes és en general més gran i de forma més irregular que les de les artèries corresponents, i les venes estan desproveïdes de làmines elàstiques.
Les venes són vasos d'alta capacitat, que contenen al voltant del 70% del volum sanguini total.

## Estructura
Les venes són presents a tot el cos com a tubs que transporten la sang cap al cor.
Les venes són translúcides, de manera que el color que apareix a la vena de l'exterior d'un organisme està determinat en gran part pel color de la sang venosa, que sol ser de color vermell fosc com a conseqüència del seu baix contingut en oxigen. Les venes apareixen de color blau a causa del baix nivell d’oxigen a la vena. El color d'una vena es pot veure afectat per les característiques de la pell d'una persona, per la quantitat d'oxigen que es transporta a la sang i per la grandària i profunditat dels vasos. Quan una vena es drena de sang i s’elimina d’un organisme, apareix de color blanc grisós.

## Divisió dels sistemes venosos
Es poden considerar tres sistemes venosos: el sistema general o sistèmic, el sistema pulmonar i el sistema porta.

### Sistema general
Per les venes de la circulació general o sistèmica circula la sang pobra en oxigen des dels capil·lars o microcirculació sanguínia dels teixits a la part dreta del cor. Les venes de la circulació sistèmica també posseeixen unes vàlvules, anomenades vàlvules semilunars que impedeixen el retorn de la sang cap als capil·lars.

### Sistema pulmonar
Per les venes de la circulació pulmonar circula la sang oxigenada dels pulmons cap a la part esquerra del cor.

### Sistema porta
Per les venes dels sistemes porta circula la sang d'un sistema capil·lar a un altre sistema capil·lar. Hi ha dos sistemes porta en el cos humà:
- Sistema porta hepàtic: les venes originades en els capil·lars del tracte digestiu (des de l'estómac fins al recte) que transporten els productes de la digestió, es transformen de nou en capil·lars en els sinusoides hepàtics del fetge, per formar noves venes que desemboquen en la circulació sistèmica.

- Sistema porta hipofisiari: l'artèria hipofisiària superior procedent de la caròtide interna, es ramifica en una primera xarxa de capil·lars situats a la eminència mitjana. A partir d'aquests capil·lars es formen les venes hipofisiàries que descendeixen per la tija hipofisiària i originen una segona xarxa de capil·lars a l'adenohipòfisi que desemboquen a la vena jugular interna.

## Venes principals
- Venes jugulars.
- Venes subclàvies.
- Venes coronàries.
- Vena cava superior i vena cava inferior.
- Venes pulmonars.
- Venes renals.
- Venes femorals.
- Venes portals.